# Großlellenfeld

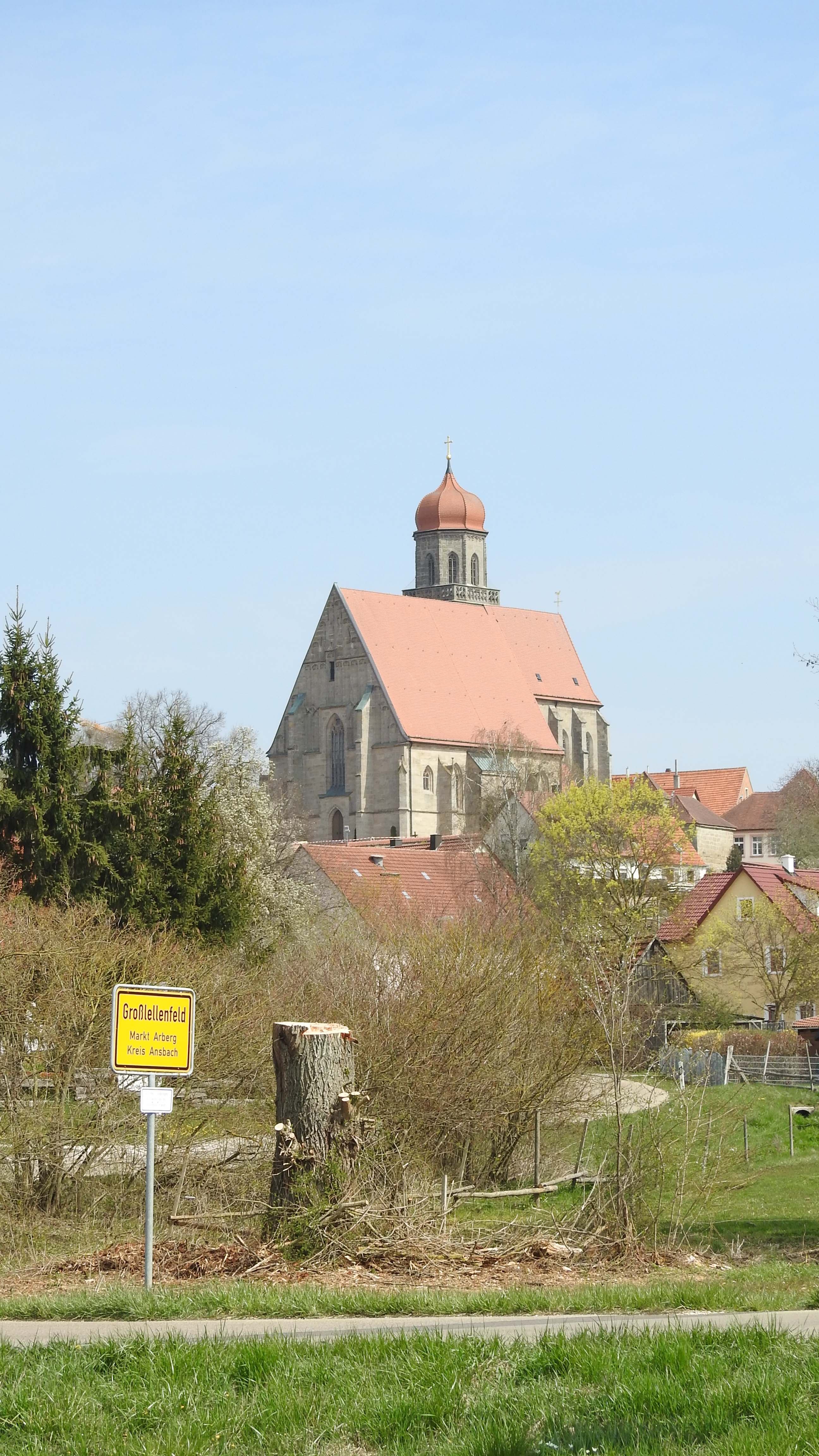
Großlellenfeld von Südwesten

Großlellenfeld ist ein Gemeindeteil des Marktes Arberg im Landkreis Ansbach (Mittelfranken, Bayern). Die Gemarkung Großlellenfeld hat eine Fläche von 4,734 km². Sie ist in 840 Flurstücke aufgeteilt, die eine durchschnittliche Fläche von 5636,30 m² haben.

## Geographie
Das Pfarrdorf liegt inmitten von Feldern und Wiesen rund 3,6 Kilometer südöstlich von Arberg. Im Norden grenzt das Flurgebiet Aue an, noch weiter nördlich erhebt sich der Moßberg (493 m ü. NHN). Im Westen liegt der Hackhofberg. Dort steht eine Eiche, die als Naturdenkmal ausgezeichnet ist. Südlich des Ortes fließt der Mühlgraben, der 0,75 km weiter westlich in den Dennenloher See mündet.
Die Kreisstraße AN 60/WUG 25 führt zur Staatsstraße 2221 (4,5 km nordwestlich) bzw. zur Staatsstraße 2219 bei Cronheim (3 km südöstlich). Gemeindeverbindungsstraßen führen nach Oberhambach (2,5 km nordöstlich) und nach Kleinlellenfeld zur Kreisstraße AN 47 (0,5 km südlich).
Durch den Ort führt der Deutsche Limes-Radweg. Er folgt dem Obergermanisch-Raetischen Limes über 818 km von Bad Hönningen am Rhein nach Regensburg an der Donau.

## Geschichte
Lellenfeld war ein früher Siedlungsraum des Römischen Reiches: In den Jahren 1892/93 wurde durch Wilhelm Kohl, Streckenkommissar der Reichs-Limeskommission, die sogenannte „Teufelsmauer“, ein 34 Kilometer langer Abschnitt des Raetischen Limes (ORL-Strecke 14) von Mönchsroth bis Lellenfeld archäologisch untersucht. 1893 gelang es Heinrich Eidam, seit 1892 Streckenkommissar für den Abschnitt von Kleinlellenfeld  bis zur Rezat, im Wald bei Kleinlellenfeld die Bauabfolge der römischen Limeseinrichtungen nachzuweisen.
Die erste Erwähnung des Ortes war im Jahr 1070, als Gundekar II. (1019–1075), Bischof von Eichstätt 1057–1075, eine Pfarrkirche in Lellenfeld weihte. Gemeinsam mit Burchhard von Cronheim bezeugte um 1140 Giselbert von Lellenfeld (Gisilbertus de Nellenuelt) die Schenkung des Wolftrigel und Diemo von Fronhofen an die Propstei Berchtesgaden. Im Jahr 1294 trat der Ortsadelige Konrad von Lellenfeld in das Kloster Auhausen ein. Sitz der Herren von Lellenfeld war eine Wasserburg, deren genaue Lage unbekannt ist. Der alte Ortsname von Großlellenfeld war Niederlellenfeld.
15 Bischöfe verliehen 1337 der Wallfahrtskirche einen umfassenden Ablass. Im Jahr 1524 wurde eine Ehehaft, eine Art Gemeindeordnung, erlassen. Ein Jahr später, 1525, beteiligten sich 18 Besitzer von Anwesen am Fränkischen Bauernaufstand. Nach einem Grenzvertrag von 1537 zwischen dem Bistum Eichstätt und den Markgrafen war nur der Ortsbereich Großlellenfelds als Enklave Eichstätter Territorium, seine Flur dagegen lag im Fraischbezirk des markgräflichen Oberamtes Wassertrüdingen. Darüber hinaus beanspruchte die Reichsstadt Dinkelsbühl die Fraisch auf ihren Gütern.
Im Jahr 1615 wurden in Großlellenfeld 52 Anwesen genannt. Die Grundherren waren das Hochstift Eichstätt (25 Anwesen), das Schlossgut Eybburg (7 Anwesen), das Markgraftum Ansbach (13 Anwesen, davon ein Anwesen des ehemaligen Klosters Heilsbronn), die Reichalmosenpflege Dinkelsbühl (3 Anwesen) und Leonrodisches Schlossgut Dennenlohe (4 Anwesen). Der Weiler Schweinbühl und die beiden Höfe Kaltenhof und Hagenhof in der Flur waren bereits aufgelassen und lagen öde.
1627 wurde Anna Golder/Gölderin von Großlellenfeld als vermeintliche Hexe angeklagt, gefoltert und hingerichtet durch Enthauptung und Verbrennung. Der Dreißigjährige Krieg führte in Lellenfeld zwischen 1632 und 1648 zu Zerstörungen und Not. Pfarrer Kraft musste sich wochenlang in den Wäldern verstecken. Die Pfarrei wurde abwechselnd auch von Arberg und Cronheim aus betreut.
Gegen Ende des 18. Jahrhunderts war die herrschaftliche Situation unverändert. Die Dorf- und Gemeindeherrschaft übte das eichstättische Kasten- und Stadtvogteiamt Ornbau aus. Es gab 54 Anwesen. Grundherren waren
- ansbachische Ämter (12 Anwesen; Verwalteramt Merkendorf: 1 Gut; Kastenamt Wassertrüdingen: 3 Güter, 5 Häuser, 3 Häuslein)
- die Reichsstadt Dinkelsbühl (Reichalmosenpflege: 3 Gütlein)
- der Hochstift Eichstätt (28 Anwesen; Vogtamt Cronheim: 7 Güter; Kastenamt Ornbau: 1 Wirtschaft mit Braurecht, 4 Höfe, 8 Güter, 1 Gut mit Schmiede, 5 Gütlein, 1 Gütlein mit Backrecht, 1 Badstube)
- die Kirche Arberg (1 Mühle, 1 Haus);
- die Kirche Großlellenfeld (2 Häuser);
- die Stadtpfarrkirche Gunzenhausen (4 Häuser)
- die Herrschaft Dennenlohe (4 Häuser, 2 Halbhäuser).

Außerdem gab es eine Kirche, zwei Straßenkapellen, ein Pfarrhaus, ein Schulhaus und ein Gemeindehirtenhaus.
Von 1797 bis 1808 unterstand der Ort dem Justiz- und Kammeramt Wassertrüdingen.
1806 kam Großlellenfeld an das Königreich Bayern. Infolge des Gemeindeedikts wurde 1809 der Steuerdistrikt und die Ruralgemeinde Großlellenfeld gebildet, zu dem bzw. zu der Eybburg und Kleinlellenfeld gehörten. Mit dem Zweiten Gemeindeedikt (1818) entstanden zwei Ruralgemeinden:
- Großlellenfeld
- Kleinlellenfeld mit Eybburg.[13][14]

Die Gemeinde Großlellenfeld war in Verwaltung und Gerichtsbarkeit dem Landgericht Wassertrüdingen zugeordnet und in der Finanzverwaltung dem Rentamt Wassertrüdingen (1919 in Finanzamt Wassertrüdingen umbenannt, 1932–1973 Finanzamt Gunzenhausen, seit 1973 Finanzamt Ansbach). Die Verwaltung übernahm 1862 das neu geschaffene Bezirksamt Dinkelsbühl (1938 in Landkreis Dinkelsbühl umbenannt). Die Gerichtsbarkeit blieb beim Landgericht Wassertrüdingen (1879 in Amtsgericht Wassertrüdingen umbenannt), von 1956 bis 1970 war das Amtsgericht Gunzenhausen zuständig und von 1970 bis 1973 das Amtsgericht Dinkelsbühl, das seit 1973 eine Zweigstelle des Amtsgerichtes Ansbach ist. Die Gemeinde hatte 1964 eine Gebietsfläche von 4,750 km².
Am 1. April 1971 schloss sich Großlellenfeld mit Kleinlellenfeld zur Gemeinde Lellenfeld zusammen. Nach der Auflösung des Landkreises Dinkelsbühl am 1. Juli 1972 im Zuge der Gebietsreform in Bayern wurde die Gemeinde in den Landkreis Ansbach eingegliedert. Am 1. Mai 1978 wurde sie schließlich in die Marktgemeinde Arberg eingemeindet. 2002 hatte Großlellenfeld 172 Anwesen.

### Einwohnerentwicklung
| Jahr      | 1818   | 1840   | 1852   | 1855   | 1861   | 1867   | 1871   | 1875   | 1880   | 1885   | 1890   | 1895   | 1900   | 1905   | 1910   | 1919   | 1925   | 1933   | 1939   | 1946   | 1950   | 1952   | 1961   | 1970   | 1987   | 2011  |
| Einwohner | 359    | 375    | 393    | 395    | 406    | 419    | 416    | 383    | 360    | 386    | 407    | 408    | 411    | 409    | 420    | 390    | 390    | 415    | 398    | 479    | 412    | 379    | 392    | 443    | 429    | 495   |
| Häuser    | 61     | 70     |        |        |        |        | 82     |        |        | 84     | 81     |        | 80     |        |        |        | 76     |        |        |        | 82     |        | 86     |        | 122    |       |
| Quelle    | [ 20 ] | [ 21 ] | [ 22 ] | [ 23 ] | [ 24 ] | [ 25 ] | [ 26 ] | [ 27 ] | [ 28 ] | [ 29 ] | [ 30 ] | [ 22 ] | [ 31 ] | [ 22 ] | [ 32 ] | [ 22 ] | [ 33 ] | [ 22 ] | [ 22 ] | [ 22 ] | [ 34 ] | [ 22 ] | [ 15 ] | [ 35 ] | [ 36 ] | [ 2 ] |

## Kultur und Sehenswürdigkeiten

### Bau- und Bodendenkmäler
In Großlellenfeld gibt es sechs Baudenkmäler und 13 Bodendenkmäler:
- Die Pfarrkirche Beatae Mariae Virginis (Mariä Heimsuchung) ist eine ehemalige Wehr- und Wallfahrtskirche. Um 1300 wurde eine gotische Vorkirche mit älterer Friedhofsbefestigung erbaut. Im 13./14. Jahrhundert wurde sie mit einem Befestigungsring und einem zweigeschossigen Quaderbau mit Torhaus versehen.
- Auf der Gemarkung gibt es zwei Kapellen, eine an der Straße nach Kemmathen (Massivbau mit Satteldach, 1760) und eine zweite unterhalb der Südwestecke des Friedhofs (Massivbau mit Satteldach, 18. Jahrhundert).
- In den Jahren 1663/64 wurden in Lellenfeld ein neuer Pfarrhof und eine neue Schule gebaut. Es folgten weitere Schulbauten 1794 und 1843 durch die Gemeinde. Das Gebäude wurde 1884 erweitert.
- Ein gemauerter Feldaltar vom Anfang des 19. Jahrhunderts enthält in einer Nische ein Gemälde der Krönung Mariae.
- Rund 500 Meter südwestlich der Pfarrkirche befindet sich ein spätmittelalterliches Sandsteinkreuz und rund drei Kilometer nordwestlich des Ortes, links an der neuen Straße in Richtung Bechhofen, steht auf einem Sockel eines ehemaligen Steinkreuzes ein neueres Holzkreuz.
- 2050 Meter ostsüdöstlich der Kirche wurden auf einer Länge von 325 Metern Spuren des römischen Limes gefunden. Das archäologische Geländedenkmal ist als Abschnitt des Obergermanisch-Rätischen Limes seit 2005 Teil des UNESCO-Welterbes und ein gesetzlich geschütztes Bodendenkmal im Sinne des Bayerischen Denkmalschutzgesetzes (BayDSchG). Nachforschungen und gezieltes Sammeln von Funden sind erlaubnispflichtig, Zufallsfunde sind den Denkmalbehörden anzuzeigen.

### Naturdenkmäler
Das Großlellenfelder Moor ist ein 10,8 Hektar großes Naturschutzgebiet.

## Religion
Der Ort ist römisch-katholisch geprägt und Sitz der Pfarrei Beatae Mariae Virginis. Die Einwohner evangelisch-lutherischer Konfession sind nach Dreifaltigkeitskirche (Unterschwaningen) gepfarrt.

## Bildung
In Großlellenfeld befinden sich eine ehemalige Grundschule (geschlossen 2008) und ein Kindergarten.

## Persönlichkeiten

### Söhne und Töchter des Orts
- Raimund Veit (1785–1857), Pionier der Landwirtschaftswissenschaft in Bayern

### Persönlichkeiten, die vor Ort gewirkt haben
- Johann Caspar de Gabrieli (1685–1713), Stuckateur des Barock